# 瓦隆尼亚交通运营商
瓦隆尼亚交通运营商（法語：Opérateur de transport de Wallonie，简称OTW），前称瓦隆大区交通公司（法語：Société régionale wallonne du transport，简称SRWT），商业名称TEC（法语Transport En Commun的缩写，意为“公共交通”），是比利时瓦隆大区的一家公共交通公司。其主营公共汽車，此外也运营沙勒罗瓦轻轨和未来的列日电车。瓦隆大区交通公司成立于1991年，由原列日-韦尔维耶运营公司、沙勒罗瓦市际交通公司与国家邻区铁路公司的瓦隆尼亚部分合并而成（另一部分即佛兰德部分，其与安特卫普市际交通公司和根特市际交通公司合并为德莱恩公司）。与德莱恩不同，瓦隆大区交通公司的五个子公司在2018年12月31日之前运作更加独立，例如自行决定费率以及有自己的网站。2019年1月1日，瓦隆大区交通公司与五个子公司因改革而合并，更名为“瓦隆尼亚交通运营商”（Opérateur de transport de Wallonie）。

## TEC子公司
TEC有五个子公司：
- TEC瓦隆布拉班特（法语：TEC Walloon Brabant）
- TEC沙勒罗瓦（法语：TEC Charleroi）
- TEC埃诺（法语：TEC Hainaut）
- TEC列日-韦尔维耶（法语：TEC Liège-Verviers）
- TEC那慕尔-卢森堡（法语：TEC Namur-Luxembourg）